# Fiat Viaggio
La Fiat Viaggio, conosciuta in Cina come Fei Xiang (菲 翔), è un'automobile costruita dalla casa automobilistica italiana FIAT dal 2012 al 2017.

## Il contesto
Si tratta sostanzialmente di uno dei modelli commerciali facenti parte del progetto di una world car che il Gruppo Fiat-Chrysler ha destinato a più aree geografiche, cambiando alcune caratteristiche a seconda del mercato di riferimento. Con Fiat Viaggio s'identifica quindi il modello commerciale destinato al mercato cinese. La vettura è stata presentata in anteprima mondiale al salone dell'automobile di Pechino nell'aprile 2012.
La sua realizzazione è stata avviata tramite una joint venture con la casa automobilistica locale GAC. La produzione, iniziata nel giugno 2012, avviene in Cina, nello stabilimento di Changsha che è in grado di produrre a pieno regime 300.000 vetture annue. Le auto prodotte in questo stabilimento sono quindi unicamente destinate al mercato cinese.
La sua progettazione è invece stata effettuata in Occidente fra gli studi di ingegnerizzazione di Italia e Stati Uniti; tale progetto è da considerarsi completamente parallelo alla Dodge Dart del 2012, e strettamente derivato da un modello europeo nato pochi anni prima, l'Alfa Romeo Giulietta del 2010.
Nel 2013 è stata presentata la versione a due volumi della Fiat Viaggio, denominata Fiat Ottimo.

### Il progetto diworld carcompatta
Nei piani di Fiat SpA è prevista, tra le altre, una world car di tipo berlina di medie dimensioni da estendere a tutti i mercati mondiali: NAFTA (Nord America), EMEA (Europa, Medio Oriente e Africa), LATAM (America Latina) e APAC (Asia e Pacifico, tra cui Oceania).
Tale progetto nasce nel 2012 con un primo modello, la Dodge Dart destinato al mercato nordamericano.
La Fiat Viaggio deriva strettamente da questa; le modifiche riguardano principalmente gli allestimenti e le dotazioni, nonché le motorizzazioni. Altre variazioni sono state fatte in campo tecnico (assetto e componenti correlati, come per esempio sospensioni e freni infatti le sospensioni posteriori utilizzano il più semplice ed economico schema a ruote interconnesse con ponte torcente) ed estetico (variazioni principalmente concentrate nei particolari interni ed esterni, e all'immagine della casa automobilistica).
Il progetto, che all'interno del gruppo assume diverse denominazioni (nel caso della Viaggio viene identificato dal codice "343"), è basato su una piattaforma dedicata denominata CUSW, una variante della Compact portata al debutto dall'Alfa Romeo Giulietta nel 2010.
Nel 2015, il progetto di world car si espande nel mercato EMEA con una nuova famiglia di vetture nate dal cosiddetto progetto Ægea. Questa strategia quindi non prevede più un'unica vettura destinata a tutti i mercati, ma dedica ad ogni famiglia di vetture determinate aree di riferimento: Chrysler 200, Dodge Dart, Fiat Viaggio e Ottimo: i mercati NAFTA e Cina; Ægea il mercato EMEA, LATAM e India.

## Caratteristiche
La Viaggio è una berlina fastback. Le motorizzazioni proposte al momento del lancio sono due, entrambe 1.4 Fire T-Jet con potenza di 120 e 150 cavalli. Dai dati riscontrati, la vettura si presenta con standard di qualità assai maggiori rispetto alle auto finora vendute sul mercato cinese, anche di classe superiore. La Viaggio al debutto era l'unica della sua categoria ad offrire motori turbocompressi, gli standard di sicurezza passiva e le doti dinamiche sono al pari livello di una vettura occidentale; l'architettura e i motori, ma anche la qualità dei materiali e delle rifiniture posizionano la Viaggio un gradino più in alto rispetto alle concorrenti di pari segmento. Anche l'impianto produttivo, rinnovato completamente nel 2012, presenta un livello qualitativo occidentale, tanto da rientrare negli standard di World Class Manufacturing, un metodo di processo produttivo comune a tutti gli stabilimenti Fiat-Chrysler.

### Stile
Oltre che dal punto di vista progettuale ed ingegneristico (l'architettura della vettura è la medesima della Dodge Dart essendo sostanzialmente lo stesso progetto), la Fiat Viaggio non si allontana dalla cugina americana nemmeno sul piano estetico. Salvo qualche cambiamento nei particolari, gli interni rimangono i medesimi, e anche su questo modello vi è la possibilità di dotare l'ambiente interno di materiali di diverso tipo di qualità; i sedili vengono riprogettati al fine di orientare l'abitacolo più verso il comfort di marcia, prendendo le distanze dall'impronta sportiva della Dart, viene per questo a mancare il "manettino" Alfa Romeo DNA, poiché la Viaggio è più orientata ai lunghi tragitti e alla comodità di marcia anziché alle prestazioni. Anche la plancia e i comandi sono più classici, seppure le modifiche siano lievi. Si nota una notevole predisposizione alla tecnologia e al comfort di guida.
Esternamente la vettura si presenta con linee pulite. La grande mascherina centrale, cromata, riporta al centro il logo FIAT; lo stile di questa mascherina è stato preso a riferimento anche per il restlyling della Linea, avvenuto lo stesso anno. Il posteriore viene arricchito da un elemento cromato che unisce i due gruppi ottici i quali, sprovvisti della soluzione di continuità adottata dal modello Dart, ora risultano indipendenti e più classici.